# Вэньчжоу
Вэньчжо́у (кит. трад. 溫州, упр. 温州, пиньинь Wēnzhōu) — городской округ в провинции Чжэцзян КНР.

## История
Во времена первых централизованных империй эти места входили в состав округа Миньчжун (闽中郡), власти округа размещались на территории современного Цзяньоу. Во времена империи Хань в 192 году до н. э. император Хуэй-ди дал Цзоу Яо титул «Дунхайского князя» (东海王); так как он получил в этих местах удел Дунъоу, то его называли «Дунъоуским князем» (东瓯王). В 138 году из уезда Чжанъань был выделен уезд Юннин (永宁县), власти которого разместились на северном берегу реки Оуцзян — это был первый уездный центр на землях современного городского округа Вэньчжоу.
Во времена империи Цзинь в 323 году южная часть округ Линьхай была выделена в отдельный округ Юнцзя (永嘉郡), объединяющий 4 уезда; власти округа разместились на южном берегу реки Оуцзян.
Во времена империи Суй в 589 году эти четыре уезда были объединены в уезд Юнцзя, подчинённый области Чучжоу (处州). В 592 году область была переименована в Кочжоу (括州). В 607 году область Кочжоу опять была переименована в округ Юнцзя.
После смены империи Суй на империю Тан округ Юнцзя в 621 году опять стал областью Кочжоу. В 622 году 4 уезда из области Кочжоу были выделены в область Дунцзя (东嘉州). В 675 году область Дунцзя была переименована в Вэньчжоу (温州). В 724 году она опять стала округом Юнцзя, но уже в 758 году снова стала областью Вэньчжоу.
Во времена империи Сун из-за того, что в этих местах родился и вырос Чжао Ци, после того, как он занял трон, область в 1265 году была поднята в статусе и стала Жуйаньской управой (瑞安府). После монгольского завоевания управа была в 1276 году преобразована в Вэньчжоуский регион (温州路). После свержения власти монголов и основания империи Мин Вэньчжоуский регион был в 1368 году преобразован в Вэньчжоускую управу (温州府). После Синьхайской революции в Китае была проведена реформа структуры административного деления, в ходе которой управы были упразднены, и в 1912 году Вэньчжоуская управа прекратила своё существование.
В 1930-х годах эти земли стали ареной противоборства между китайской Красной армией и гоминьдановскими войсками в ходе гражданской войны.
После образования КНР в 1949 году был создан Специальный район Вэньчжоу (温州专区), состоящий из 8 уездов; при этом часть уезда Юнцзя, лежащая к югу от реки Оуцзян, была выделена в отдельный город Вэньчжоу, подчинённый напрямую властям провинции Чжэцзян. Впоследствии в 1950-х и 1960-х годах административное деление провинции Чжэцзян постоянно менялось: специальные районы создавались и упразднялись, уезды присоединялись к другим уездам и создавались вновь, поэтому состав Специального района Вэньчжоу колебался в очень широком диапазоне. В 1973 году Специальный район Вэньчжоу был переименован в Округ Вэньчжоу (温州地区).
В июне 1981 года часть уезда Пинъян, лежащая к югу от реки Аоцзян, была выделена в отдельный уезд Цаннань.
Постановлением Госсовета КНР в сентябре 1981 года были расформированы город Вэньчжоу и округ Вэньчжоу, и образован городской округ Вэньчжоу; территория бывшего города Вэньчжоу стала Городским (城区) и Пригородным (郊区) районами в его составе. В декабре 1981 года Пригородный район был преобразован в уезд Оухай (瓯海县).
В 1984 году Городской район был разделён на районы Лучэн и Лунвань.
В 1987 году уезд Жуйань был преобразован в городской уезд.
В 1992 году уезд Оухай был преобразован в район городского подчинения.
В 1993 году уезд Юэцин был преобразован в городской уезд.
В 2015 году уезд Дунтоу был преобразован в район городского подчинения.
В 2019 году район устья реки Аоцзян был выделен из уезда Цаннань в отдельный городской уезд Лунган.

## Население
Вэньчжоу называют Восточным Иерусалимом из-за большого количества церквей и высокого процента христиан, составляющих один миллион на девять миллионов жителей.

### Языки
Вэньчжоуский диалект относится к диалектной группе у, однако в нём очень сильно влияние миньского диалекта. Считается, что вэньчжоуский диалект лучше остальных китайских диалектов сохранил фонетику и синтаксис древне- и среднекитайского языка. Всё это делает его очень сложным для понимания и изучения даже для носителей диалектов той же диалектной группы.

## Административно-территориальное деление
Городской округ Вэньчжоу делится на 4 района, 3 городских уезда, 5 уездов:
| Карта                                                                               | Статус  | Название | Иероглифы     | Пиньинь | Население (2012) | Площадь (км²) |
| ----------------------------------------------------------------------------------- | ------- | -------- | ------------- | ------- | ---------------- | ------------- |
| Лучэн Лунвань Оухай Дунтоу Юнцзя Пинъян Цаннань Лунган Вэньчэн Тайшунь Жуйань Юэцин |         |          |               |         |                  |               |
| Район                                                                               | Лучэн   | 鹿城区   | Lùchéng qū    |         |                  |               |
| Район                                                                               | Лунвань | 龙湾区   | Lóngwān qū    |         |                  |               |
| Район                                                                               | Оухай   | 瓯海区   | Ōuhǎi qū      |         |                  |               |
| Район                                                                               | Дунтоу  | 洞头区   | Dòngtóu qū    |         |                  |               |
| Городской уезд                                                                      | Жуйань  | 瑞安市   | Ruì'ān shì    |         |                  |               |
| Городской уезд                                                                      | Юэцин   | 乐清市   | Yuèqīng shì   |         |                  |               |
| Городской уезд                                                                      | Лунган  | 龙港市   | Lónggǎng shì  |         |                  |               |
| Уезд                                                                                | Юнцзя   | 永嘉县   | Yǒngjiā xiàn  |         |                  |               |
| Уезд                                                                                | Пинъян  | 平阳县   | Píngyáng xiàn |         |                  |               |
| Уезд                                                                                | Цаннань | 苍南县   | Cāngnán xiàn  |         |                  |               |
| Уезд                                                                                | Вэньчэн | 文成县   | Wénchéng xiàn |         |                  |               |
| Уезд                                                                                | Тайшунь | 泰顺县   | Tàishùn xiàn  |         |                  |               |

## Экономика

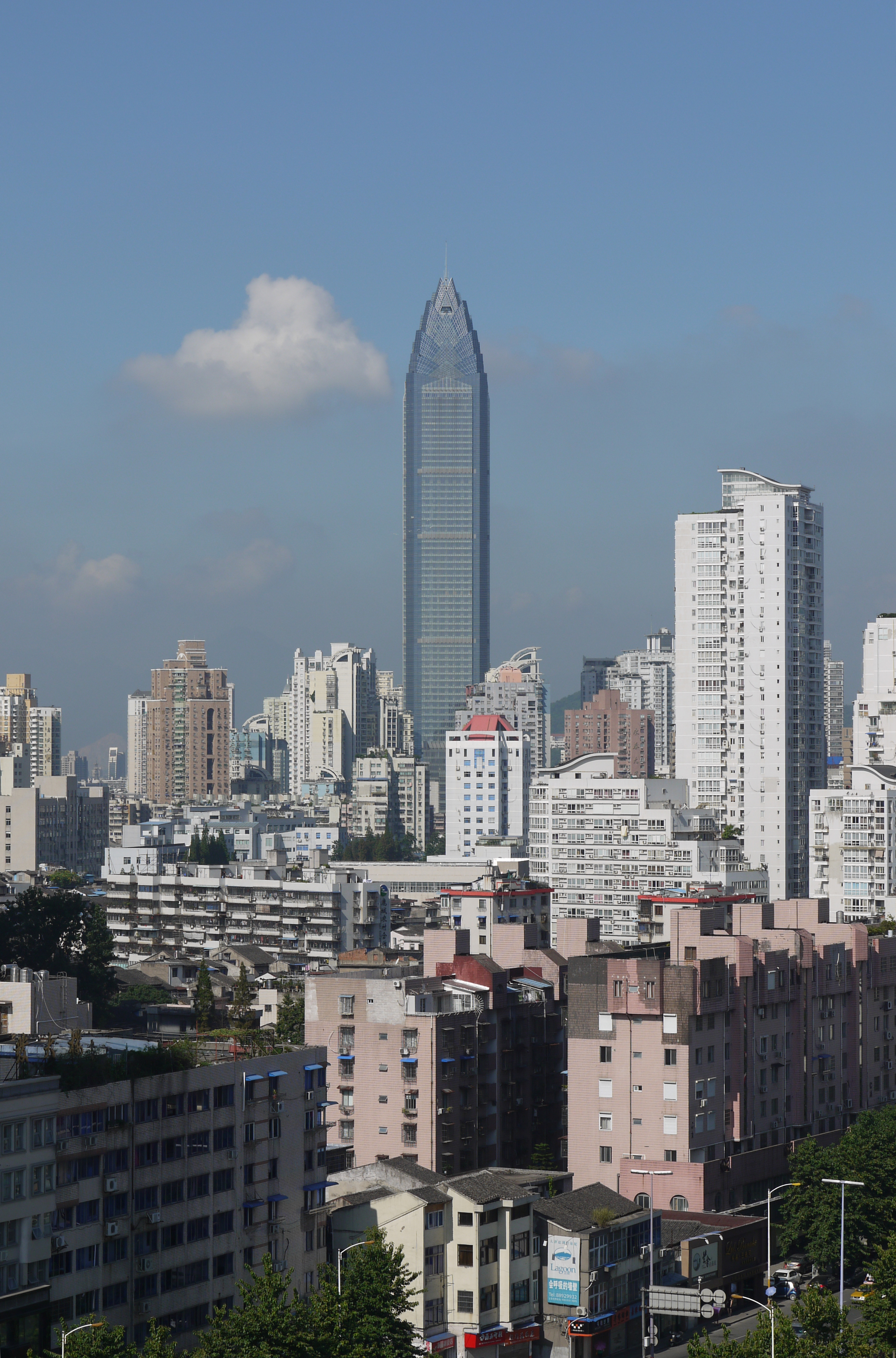
Торговый центр Вэньчжоу

Городской округ Вэньчжоу является одним из быстрорастущих промышленных, торговых, логистических и финансовых центров Восточного Китая. Здесь добывают алунит, производят электротехнику, промышленное, энергетическое, транспортное и сельскохозяйственное оборудование, пластмассы, металлопродукцию, продукты питания, вино, чай, текстиль (в том числе джут), одежду, обувь, изделия из кожи (в том числе сумки), строительные материалы, фарфор, древесину, бумагу, упаковочные материалы, очки и зажигалки. 
В Вэньчжоу базируются электротехническая компания CHINT Group, швейная компания Semir Garment, обувная компания Aima, заводы электроприборов General Electric и Schneider Electric, металлургические заводы Tsingshan Holding и Shagang Group.
Городской округ испытывает строительный бум. Самым высоким зданием является 68-этажный небоскрёб Торговый центр Вэньчжоу.

### Сельское хозяйство
В округе выращивают рис, чай, расположено много ферм, где выращивают рыбу и другие морепродукты. Многие рыбные фермы оборудованы солнечными панелями и ветрогенераторами.

## Транспорт
С 2019 действует Вэньчжоуский метрополитен. В июле 2024 года была запущена 260-километровая высокоскоростная железная дорога Вэньчжоу — Ханчжоу.
Важное значение имеют железнодорожные грузовые перевозки из Вэньчжоу в Россию и Восточную Европу.